# Baliato di Jersey
Il Baliato di Jersey (in inglese Bailiwick of Jersey; in Jèrriais Bailliage dé Jèrri) è un baliato composto dall'isola di Jersey e dai gruppi di isole disabitate Minquiers e Écréhous.
Le Isole Normanne, prossime alla costa francese, sono inglesi dal XIII secolo, ma non fanno parte del Regno Unito, dipendendo, con governi interni autonomi, direttamente dalla Corona. Jersey si separò dalla Normandia nel 1204. Dal 1960 la lingua ufficiale è l'inglese, ma nei tribunali è ancora usato il francese.
L'agricoltura è da sempre stata la principale attività dell'isola: le vacche da latte sono il più importante e noto prodotto da esportazione insieme a patate, pomodori e fiori. Negli ultimi cinquant'anni, comunque, l'agricoltura è stata eclissata dalla crescita dei settori finanziario e turistico. Jersey ha sfruttato la sua indipendenza dal Regno Unito per divenire una piazza offshore, cioè a fiscalità agevolata. La crescita di questi settori ed i rigidi controlli sui permessi di residenza hanno assicurato alti standard di vita a gran parte della popolazione.
Jersey ospita, inoltre, un'importante comunità di portoghesi, i cui membri lavorano nel settore turistico.

## Storia

### Preistoria

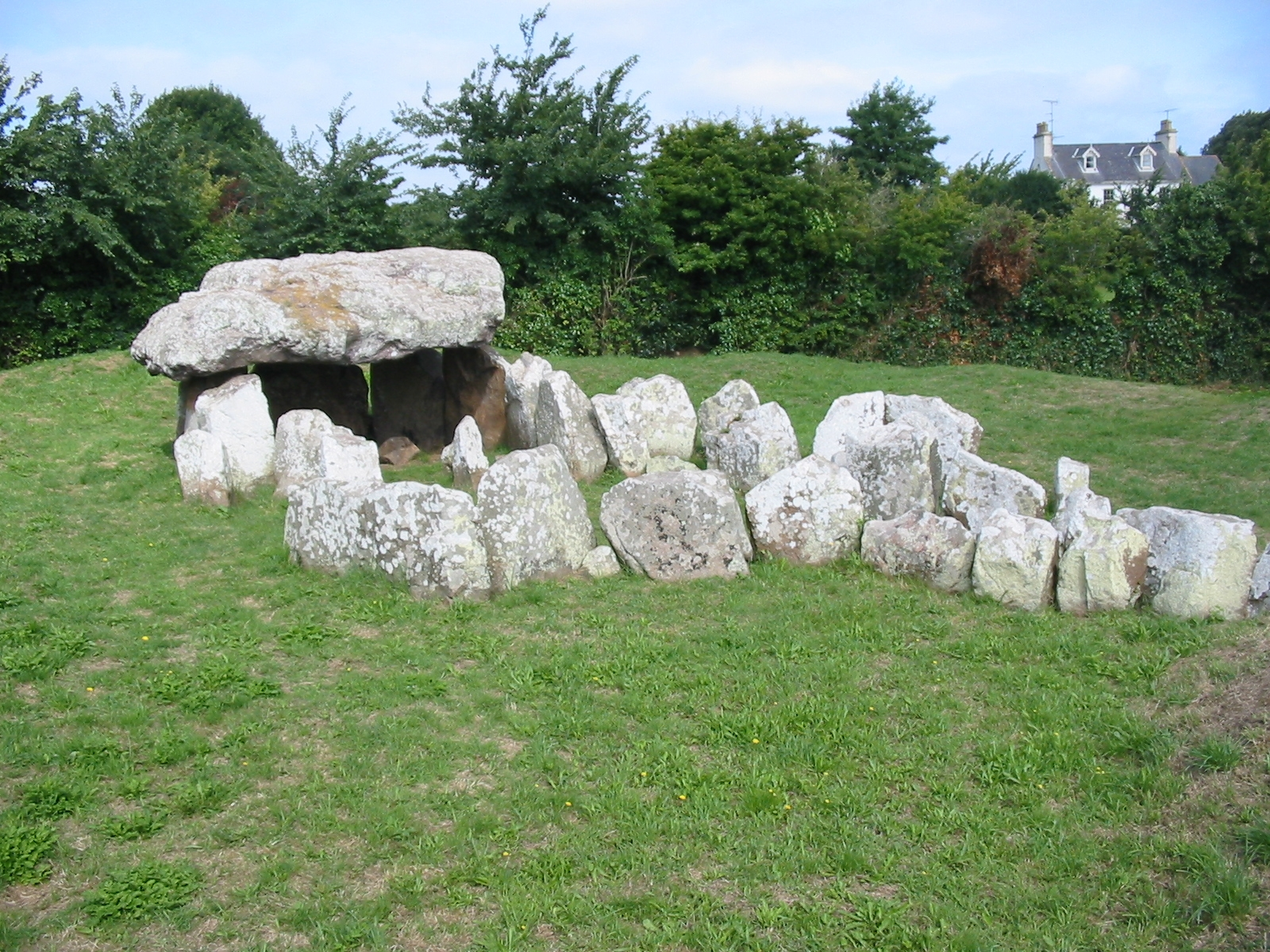
Tracce di insediamenti dell'età del bronzo sull'isola.

La storia di Jersey è influenzata dalla sua posizione strategica tra la costa settentrionale della Francia e la costa meridionale dell'Inghilterra.
Le prime tracce ritrovate risalgono a 180 000 anni fa, quando l'isola era un promontorio ed era frequentata da bande di cacciatori che hanno utilizzato in due episodi le falesie di La Cotte de St Brelade come base strategica per la caccia ai mammut e ai rinoceronti lanosi, anche se l'area abitativa rimase sporadica sino al neolitico quando abbiamo la costruzione dei primi abituri coi caratteristici dolmen oltre alle prime sepolture rituali. I reperti sono sparsi ovunque ma si trovano in particolare nell'area di La Hougue Bie. Gli archeologi hanno inoltre dimostrato che già a questo tempo l'area intratteneva dei rapporti commerciali con Bretagna e le coste a sud dell'Inghilterra.

### L'avvento del cristianesimo
Anche se parte dell'Impero Romano, sappiamo poco della storia dell'isola sino all'XI secolo. La tradizione vuole che l'isola venisse chiamata Caesarea dai Romani, ma su di essa non vennero impiantate basi né insediamenti. Le isole del Canale, chiamate Isole Lenur vennero occupate dai bretoni durante la loro migrazione dalla Bretagna verso l'Inghilterra (V-VI secolo). Vari santi come il celta Sansone di Dol e Branwaldr (Brelado) furono attivi nella regione, anche se la tradizione vuole che Sant'Helier, originario di Tongeren nell'attuale Belgio, sia stato il primo a portare il cristianesimo sull'isola nel VI secolo e Carlo Magno inviò degli emissari sull'isola (a quel tempo chiamata Angia o Anga) nell'803.

### I normanni
L'isola prese il nome di Jersey come risultato dell'attività dei Vichinghi nell'area tra IX e X secolo. Tutte le isole del Canale ad ogni modo rimasero politicamente legate alla Bretagna sino al 933 quando il duca Guglielmo I di Normandia assediò la Penisola di Cotentin e le isole vennero annesse ai suoi domini; nel 1066 il duca Guglielmo II di Normandia sconfisse Aroldo I d'Inghilterra nella Battaglia di Hastings e divenne re d'Inghilterra; ad ogni modo, egli continuò a reggere i propri possedimenti francesi come entità separate.
Le isole rimasero parte del Ducato di Normandia sino al 1204 quando Filippo II Augusto di Francia conquistò il ducato a Giovanni d'Inghilterra; le isole rimasero possedimento personale del Re e vennero descritte come proprietà diretta della Corona.

### L'età feudale

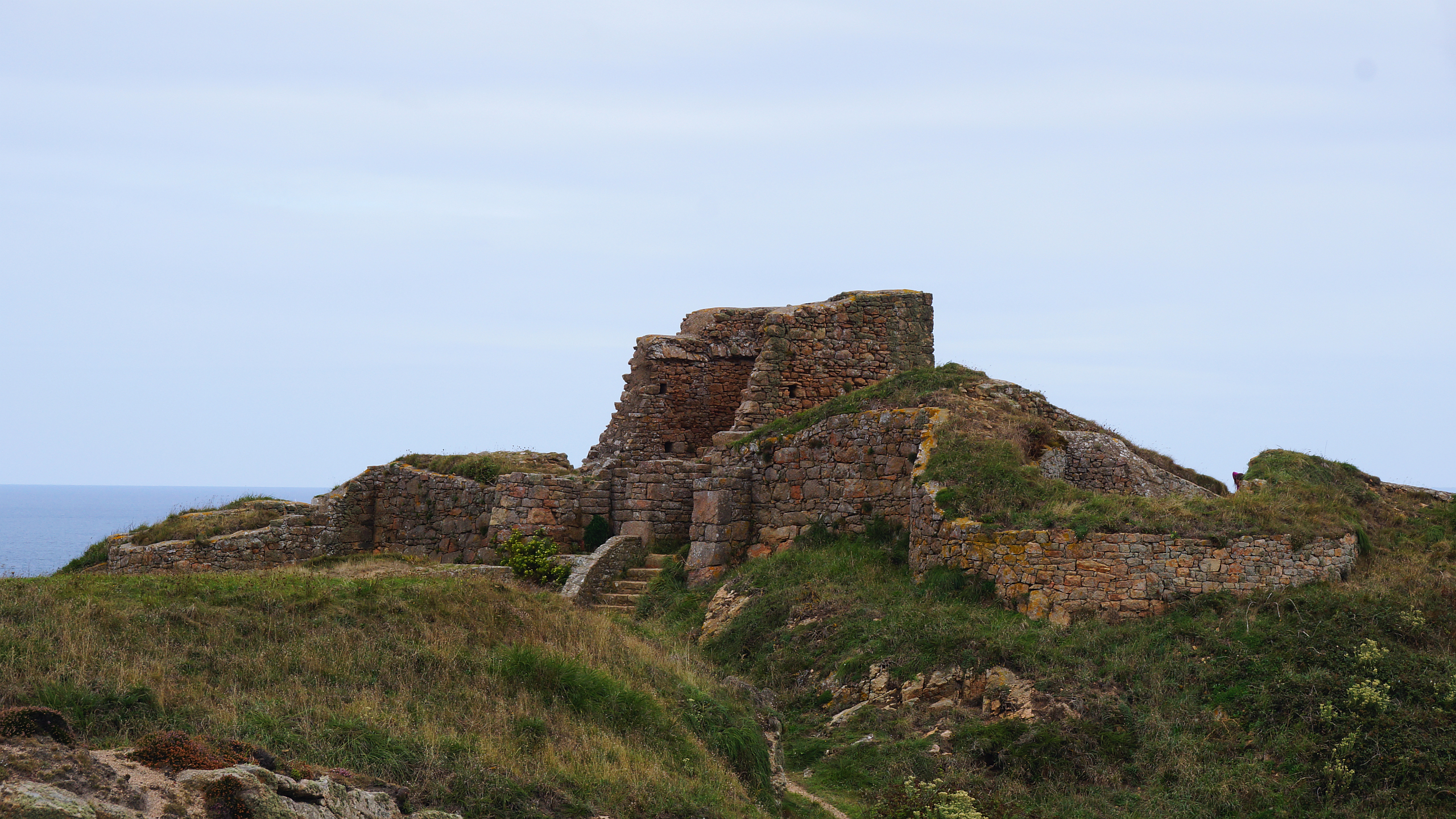
Castello Grosnez, XIV secolo

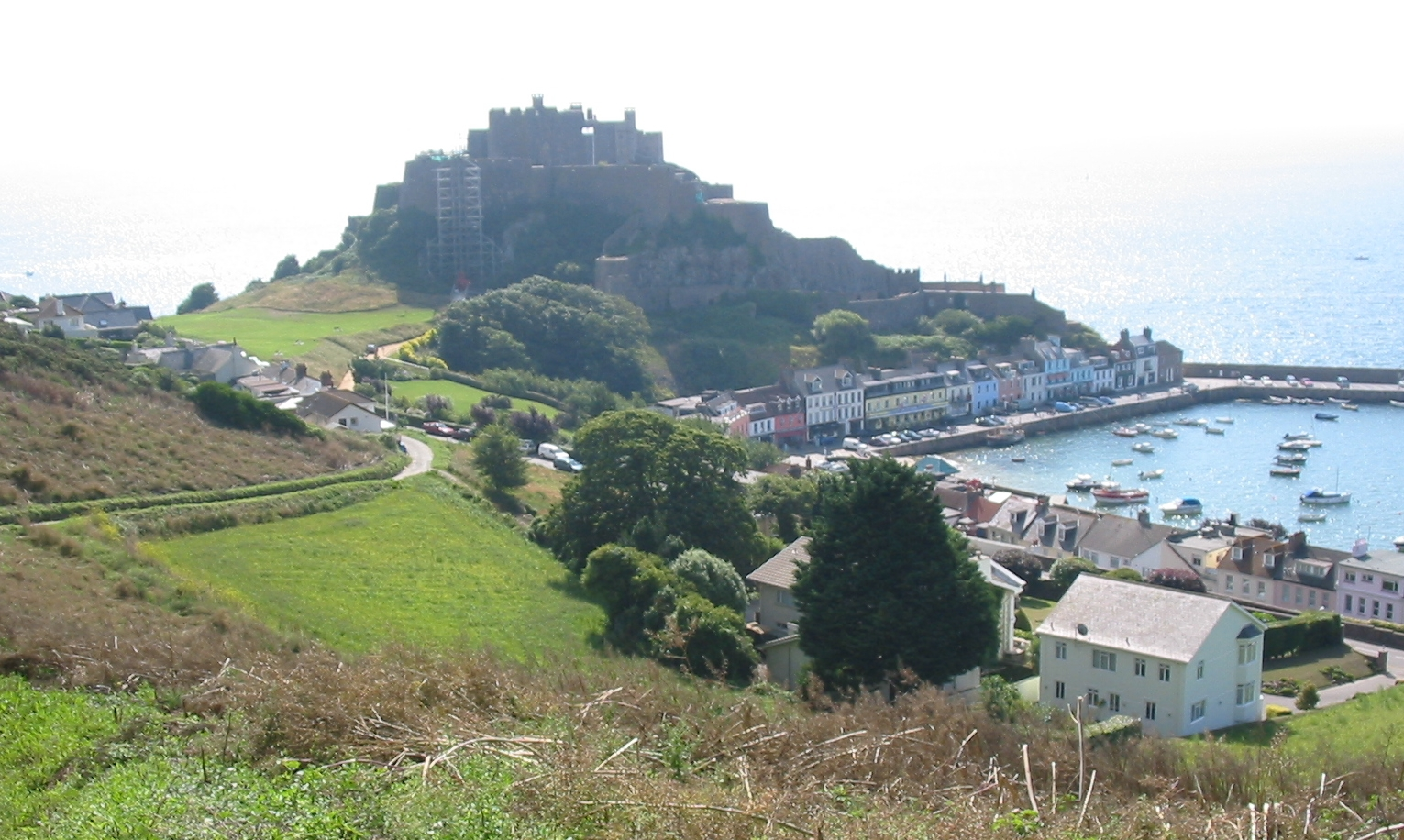
Monte Orgueil che domina il piccolo porto di Gorey e protegge l'isola di Jersey dagli attacchi provenienti dalla costa francese

Dal 1204 l'Isola di Jersey venne posta al centro di lunghe contese territoriali e fu un punto strategico di massimo rilievo nelle lotte tra Inghilterra e Francia.
Nel Trattato di Parigi del 1259 il re di Francia venne costretto ufficialmente a rinunciare ai propri diritti sulle Isole del Canale che si basavano sul fatto che il re di Francia era stato precedentemente anche duca di Normandia. Formalmente, con lo stesso trattato, il re d'Inghilterra dovette rinunciare ai propri diritti sulla Normandia ma mantenne il titolo di Luogotenente Governatore e Balivo sulle Isole del Canale, annettendo difatti le isole al regno inglese.
Su Monte Orgueil venne costruito un castello che serviva come fortezza reale e base militare. Durante la Guerra dei cent'anni l'isola venne attaccata diverse volte e venne persino occupata per alcuni anni dai francesi sul finire del XIV secolo. Per l'importanza strategica ricoperta dall'isola, gli isolani furono in grado di negoziare numerosi benefici dal re. Durante la Guerra delle Due Rose l'Isola venne occupata dai francesi per sette anni (1461–68) prima che Sir Richard Harliston giungesse sull'Isola a riprenderla per il re inglese.

### Riforma e restaurazione
Durante il XVI secolo gli isolani adottarono la religione protestante e la vita divenne molto austera. L'aumento nell'uso della polvere da sparo sul campo di battaglia iniziò a prescrivere per l'isola una sempre maggiore presenza di fortificazioni e venne eretta una nuova fortezza per difendere la baia di St Aubin. Venne costruito l'Elizabeth Castle che prese il nome dalla regina regnante che nominò Sir Walter Raleigh quale governatore. La milizia dell'isola venne riconosciuta a base parrocchiale e ogni parrocchia disponeva di due cannoni.

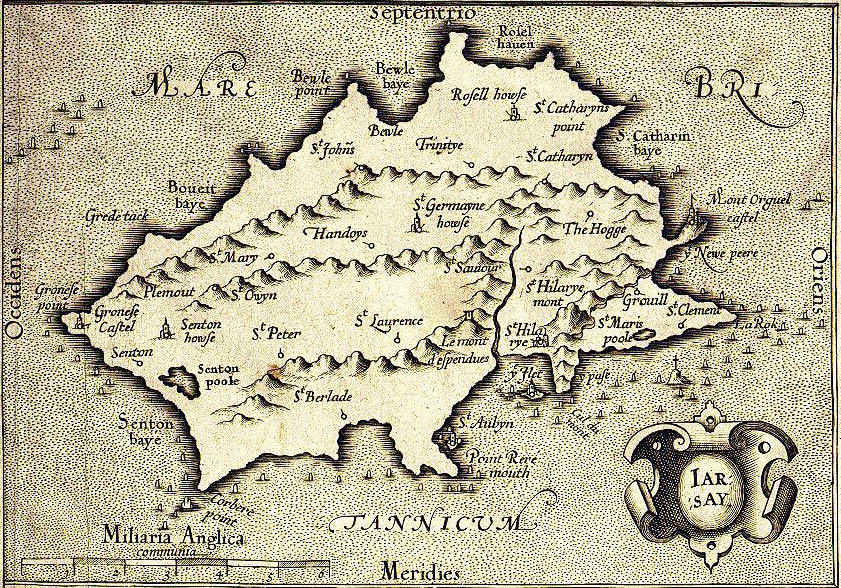
Questa mappa dell'Isola di Jersey, pubblicata nel 1639, mostra i dettagli interni dell'isola come Le Mont ès Pendus (oggi Westmount). In un primo sguardo le linee costiere appaiono disegnate in maniera non accurata, il tutto perché l'immagine è leggermente ruotata rispetto al suo assetto in natura

Gli isolani vennero coinvolti nella presa di Terranova in questo stesso periodo. Le prime navi lasciarono l'isola nel febbraio/marzo dopo una messa celebrata a Saint Brélade e non fecero ritorno a casa sino al settembre/ottobre di quello stesso anno. Durante gli anni quaranta del Seicento l'Inghilterra venne divisa al suo interno dalla guerra civile e la stessa Isola di Jersey si divise, conservando però una maggioranza favorevole al re d'Inghilterra.
Il futuro Carlo II d'Inghilterra visitò l'isola nel 1646 e nuovamente nel 1649 a seguito dell'esecuzione del padre. Fu nella Royal Square di St. Helier che il 17 febbraio del 1649 (dopo la prima acclamazione a Edimburgo il 5 febbraio di quell'anno), che Carlo II venne pubblicamente proclamato re d'Inghilterra come successore del defunto padre. Le forze dei parlamentari conquistarono ad ogni modo l'isola nel 1651. In riconoscimento all'aiuto conferito al re durante il suo esilio, Carlo II diede a George Carteret, Balivo e governatore, grandi appezzamenti di possedimenti nelle colonie americane che assunsero poi il nome di New Jersey che oggi costituiscono uno Stato degli Stati Uniti.
Dal XVII secolo l'isola di Jersey rafforzò i propri collegamenti con l'America e molti isolani migrarono nel New England e nel Canada. I mercanti del Jersey misero in piedi un forte impero commerciale a Terranova e a Gaspé soprattutto nel commercio del pesce.

### Il XVIII secolo

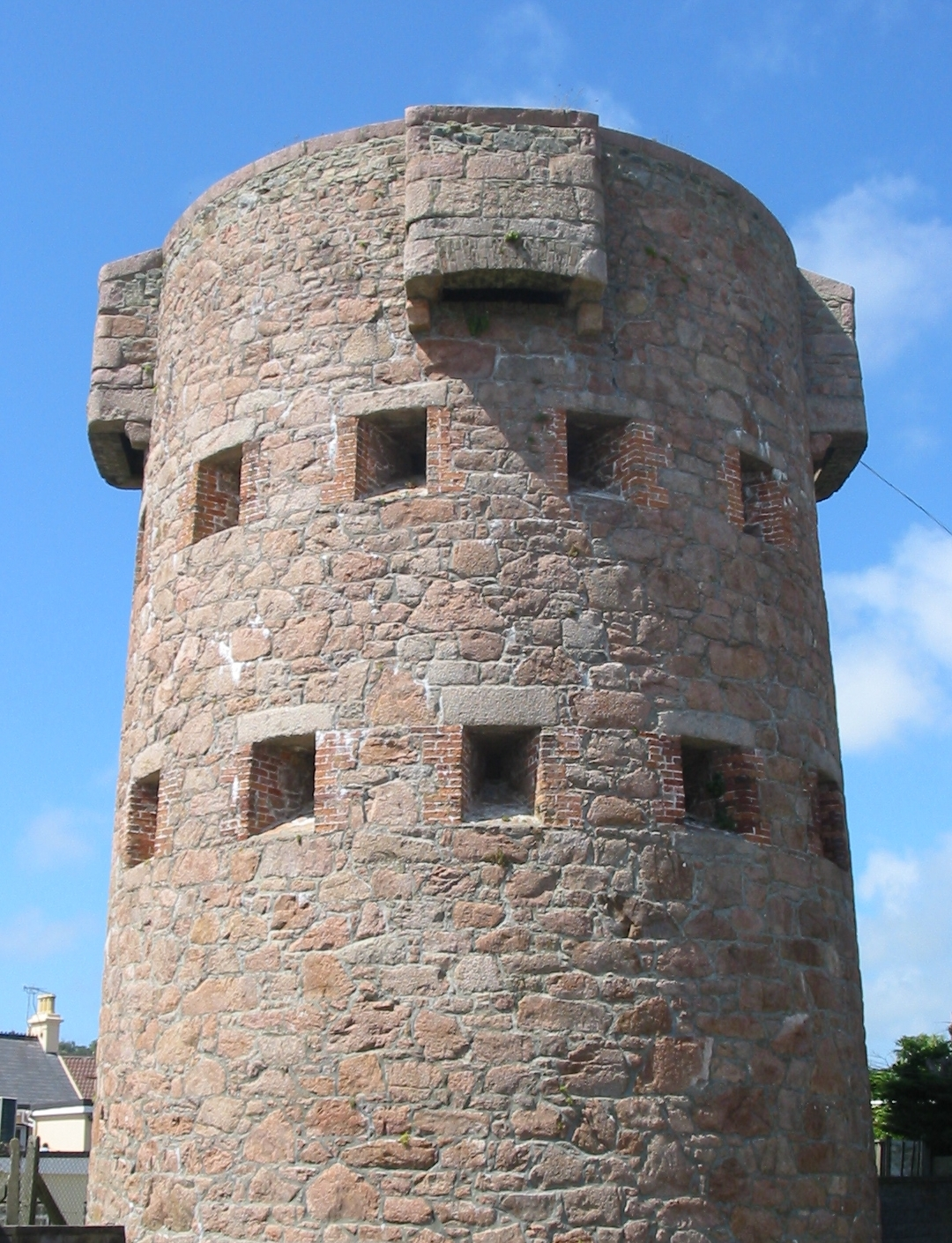
Una caratteristica torre rotonda, costruita nel XVIII secolo per contrastare le incursioni francesi.

La Camera di Commercio venne fondata nel Commonwealth il 24 febbraio 1768 e nel 1771 lo Stato di Jersey ottenne delle prerogative particolari in materia legislativa.
Il metodismo giunse a Jersey nel 1774 portato dai pescatori di ritorno da Terranova. Sorsero quindi dei conflitti con le autorità in quanto molti uomini rifiutavano di prendere parte alla milizia locale in quanto tale impegno precludeva loro i servizi religiosi. Il governo dell'Isola tentò di mediare la situazione ma re Giorgio III di Gran Bretagna si rifiutò categoricamente di concedere la libertà di culto. La religione, ad ogni modo, prese piede e il primo parroco metodista, John Wesley venne ordinato nel 1783, incominciando le proprie predicazioni utilizzando il dialetto locale per facilitare la comunicazione col popolo. La prima chiesa metodista dell'isola venne costruita a Saint Ouen nel 1809.

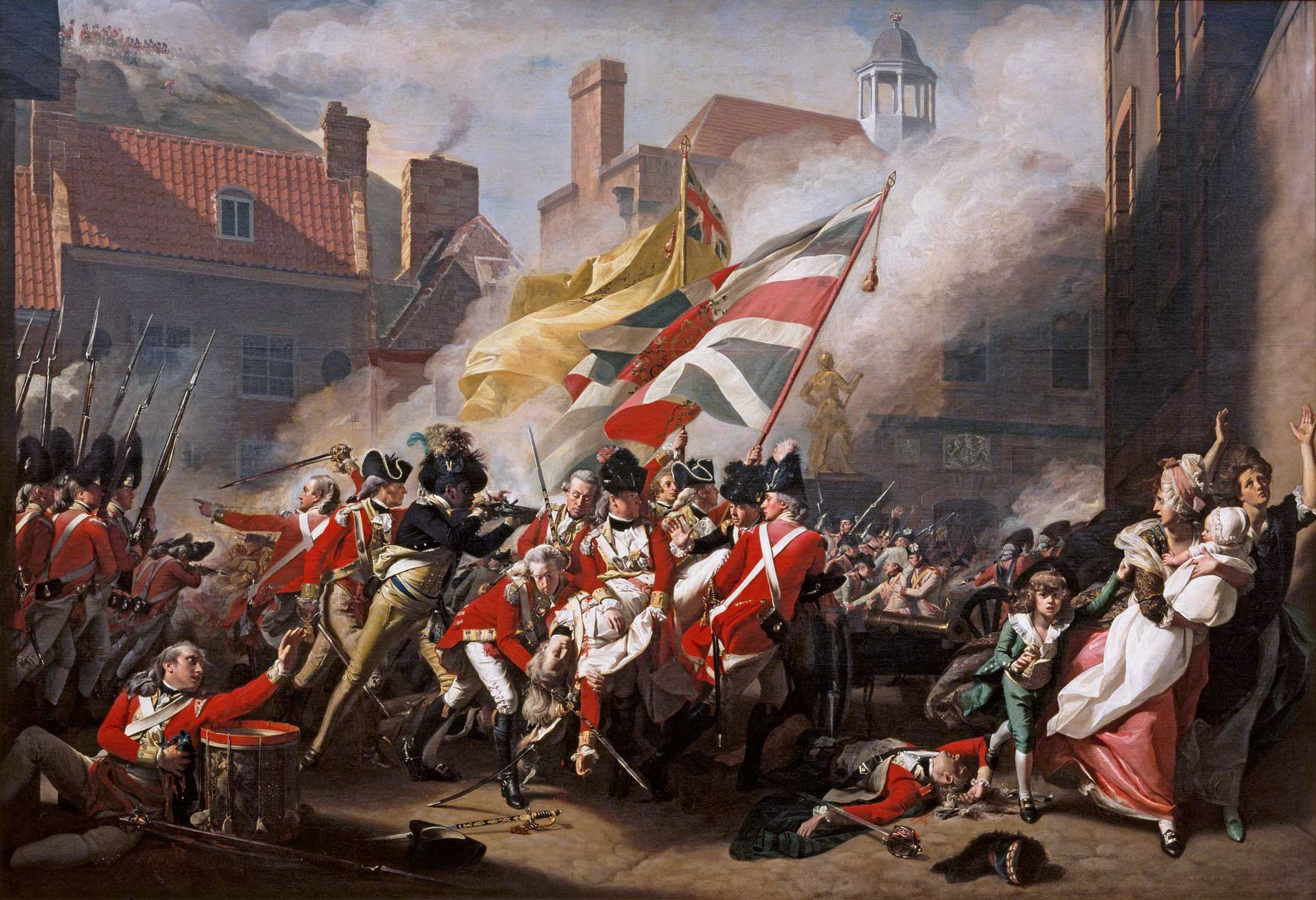
La morte del Maggiore Peirson, John Singleton Copley, 1782-1784.

Il XVIII secolo fu anche un periodo di tensioni politiche in Gran Bretagna e in Francia dal momento che entrambe queste nazioni giunsero nuovamente a scontrarsi per le loro ambizioni espansionistiche. Per via della sua posizione, Jersey fu ancora una volta scenario di continui combattimenti.
Durante la Guerra d'indipendenza americana vi furono due tentativi di invasione dell'isola. Nel 1779 il principe Guglielmo V di Orange-Nassau venne bloccato nel suo tentativo di sbarcare nella baia di St Ouen; il 6 gennaio 1781 una forza guidata dal barone de Rullecourt prese St Halier, ma venne sconfitta dalle truppe inglesi guidate dal maggiore Peirson nella Battaglia di Jersey. Venne poco dopo siglata una breve pace che venne interrotta dallo scoppio delle guerre napoleoniche. Nel 1799-1800, oltre 6 000 russi al comando di Charles du Houx de Viomesnil vennero acquartierati a Jersey dopo l'evacuazione dei Paesi Bassi.
La prima tipografia venne fondata a Jersey nel 1784.

### Il XIX secolo

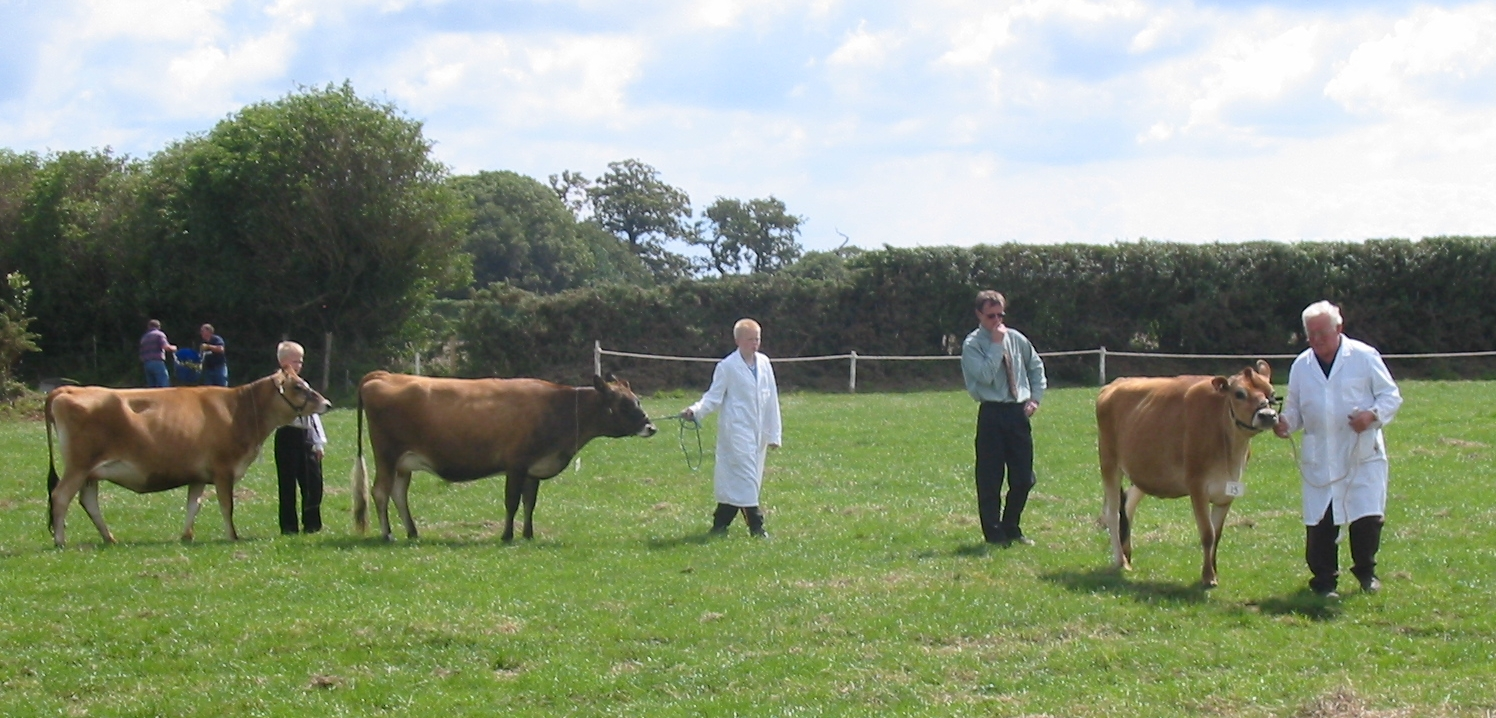
La razza Jersey venne fissata durante il XIX secolo.

La lira tornese che era stata utilizzata per secoli, venne abolita durante il periodo della Rivoluzione Francese e questo tipo di moneta non venne più coniata anche se essa rimase la moneta legale a Jersey sino al 1837 quando le difficoltà nei pagamenti e la necessità della coniazione di nuove monete prescrissero l'introduzione della Sterlina di Jersey.
Vennero intensificate in questo periodo le costruzioni militari presso il porto di St. Helier e l'area venne assicurata alla pacificazione, permettendo l'incremento dell'agricoltura e dei commerci, in particolare prolungando le tratte sino a Londra e Parigi grazie anche alle veloci vie di scambio scaturite dall'introduzione della ferrovia nelle aree del continente e dell'Inghilterra, consentendo all'isola di non essere più isolata dal resto del mondo. I nuovi trasporti videro anche l'arrivo di nuovi turisti.
L'isola di Jersey divenne nota anche come porto di produzione di navi distinguendosi per essere il 4° in ordine di importanza tra le isole britanniche nel XIX secolo, producendo un totale di oltre 900 vascelli. Alla fine del XIX secolo gli agricoltori iniziarono l'allevamento delle Jersey, particolare razza bovina sviluppatasi nel microclima dell'isola, oltre alle famose Patate reali di Jersey.
Il filosofo anarchico russo Peter Kropotkin che visitò l'isola nel 1890, nel 1896 e nel 1903 descrisse l'agricoltura a Jersey nella sua opera The Conquest of Bread.

### L'occupazione durante la seconda guerra mondiale

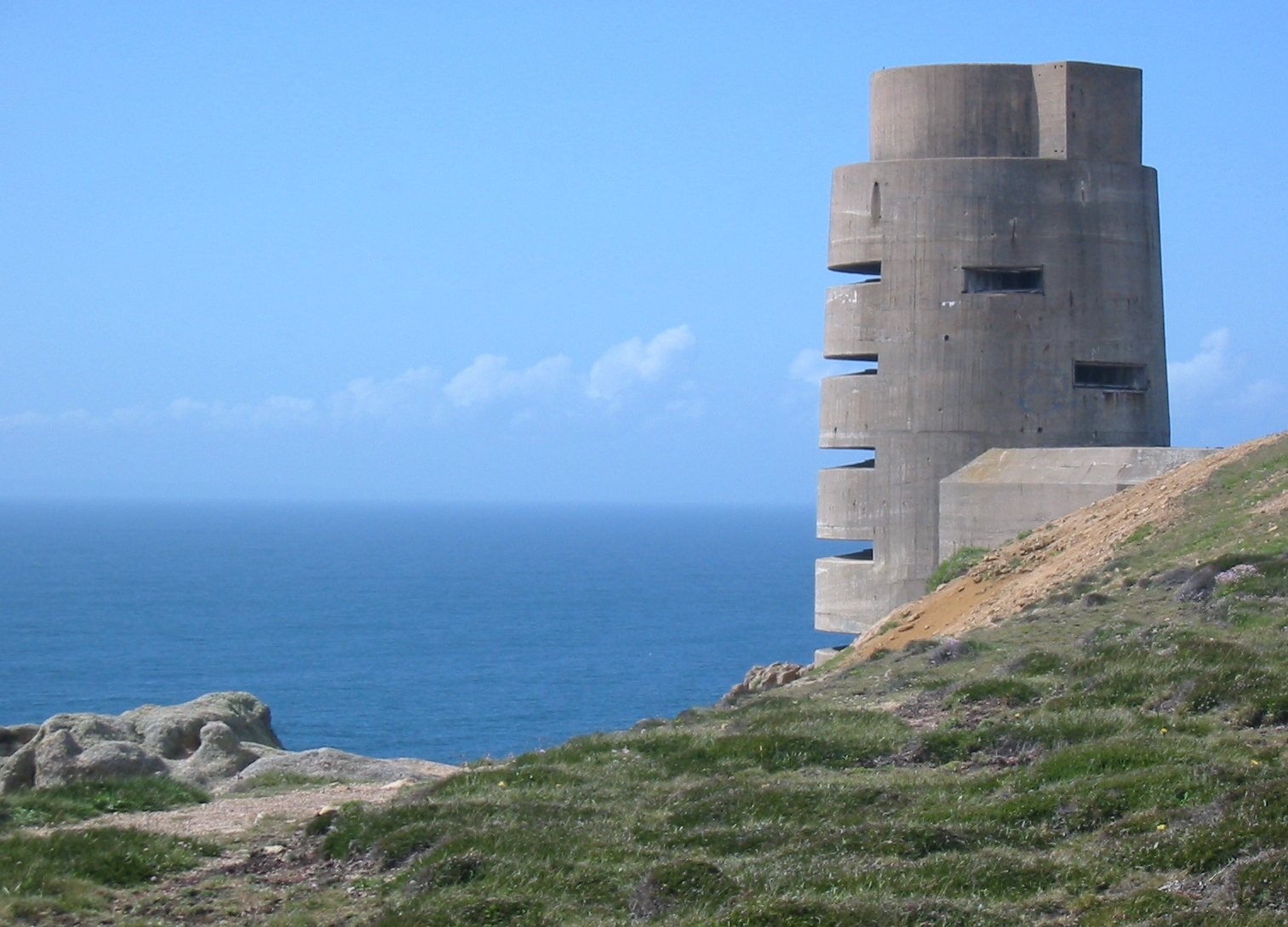
Una parte del Vallo Atlantico costruito tra il 1940 e il 1945 dalle forze tedesche dell'Organizzazione Todt che occuparono l'isola durante la seconda guerra mondiale.

Durante il XX secolo l'isola di Jersey venne nuovamente alla ribalta in occasione della sua occupazione tedesca delle isole del Canale tra il 1940 e il 1945 che vide l'evacuazione di 8 000 isolani e la deportazione di 1 200 persone ai campi di concentramento in Germania, oltre a 20 persone giustiziate per resistenza. L'isola, insieme alle altre del Canale della Manica, fu l'unico dominio britannico ad essere occupato dalle truppe tedesche durante la seconda guerra mondiale.

## Politica

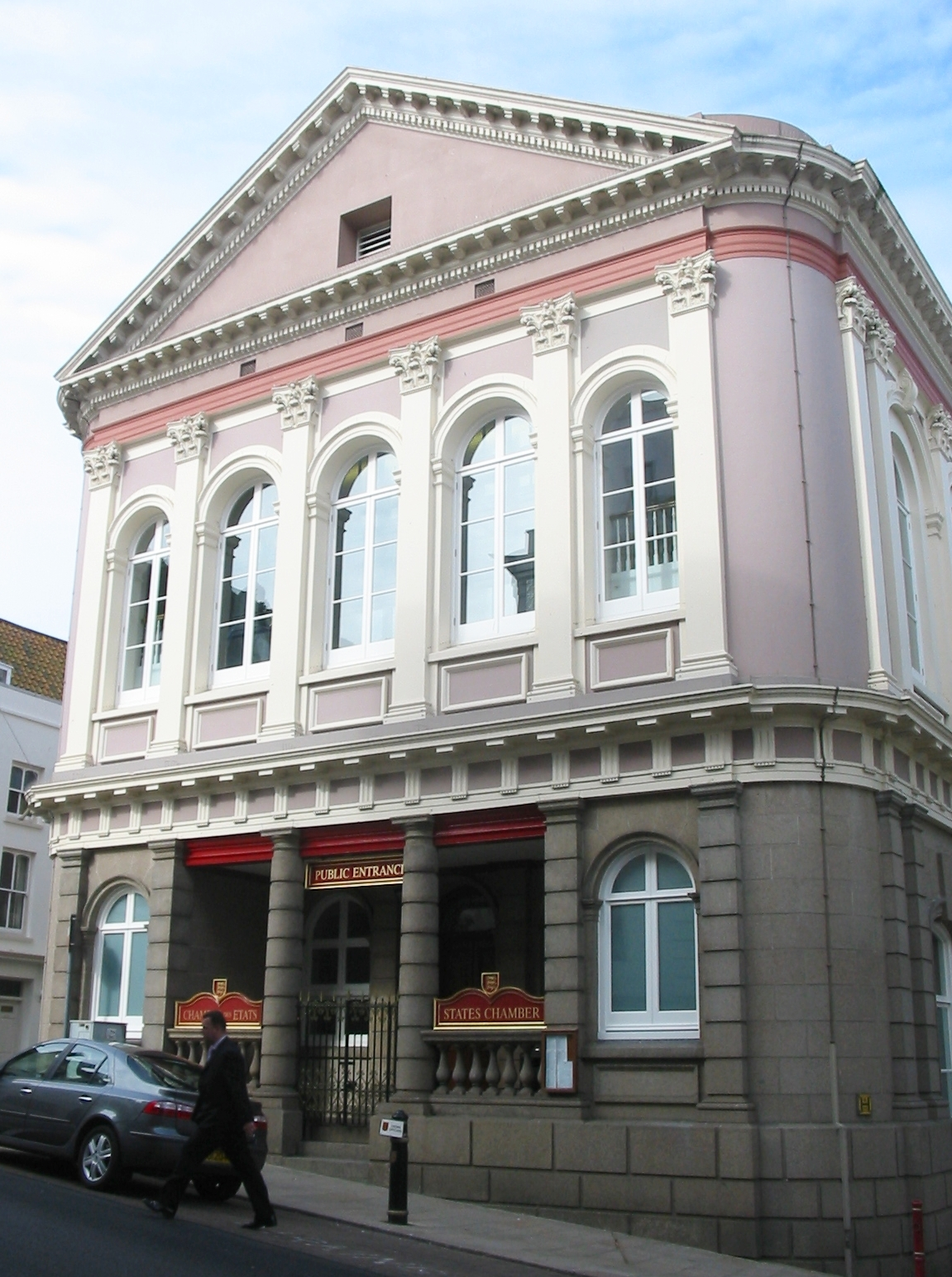
Il palazzo del governo a St. Helier.

La legislatura dell'isola di Jersey è regolata dal parlamento di Jersey, gli Stati che, in seguito alla riforma del 2005, è composto da 51 membri eletti di cui 10 senatori (eletti con collegio unico comprendente l'intera isola), 12 conestabili (capi delle diverse parrocchie) e 29 deputati, tutti eletti ogni 4 anni. Vi sono anche 5 membri non eletti e senza diritto di voto, nominati dalla Corona: il Balivo, il Luogotenente-governatore, il decano di Jersey, l'avvocato e il comandante della milizia locale.
Il gabinetto di governo è retto dal Capo dei Ministri. Il Sovrano britannico gode della sovranità sull'isola in virtù del suo titolo di Duca di Normandia anche se de facto il termine è poco usato, dato che la Normandia continentale è parte della moderna Francia.

### Il sistema legale
Il sistema legale dell'Isola di Jersey è basato sulle norme del diritto normanno unitamente a quello inglese; la giustizia è amministrata dal tribunale di Sua Maestà. Tutti gli statuti sino al 1929 erano redatti solo in lingua francese e ancora oggi alcuni documenti vengono redatti in francese come testamenti, successioni e procedure criminali.

### Le parrocchie

Mappa delle parrocchie del Baliato di Jersey.

Amministrativamente, il Baliato di Jersey è suddiviso al proprio interno in dodici parrocchie, tutte con competenza d'un tratto di costa dell'isola. I nomi delle diverse parrocchie si rifanno ai nomi degli antichi santi cristiani a cui erano dedicate:
- Grouville (storicamente Saint Martin de Grouville; incorpora anche Les Minquiers)
- Saint Brélade
- Saint Clement
- Saint Helier
- Saint John
- Saint Lawrence
- Saint Martin (storicamente Saint Martin le Vieux; incorpora anche Les Écréhous)
- Saint Mary
- Saint Ouen
- Saint Peter
- Saint Saviour
- Trinity

Le parrocchie di Jersey sono ulteriormente suddivise in vingtaines (ventine).
Il Conestabile (Connétable) è il capo di ogni parrocchia, eletto dal popolo attraverso elezioni pubbliche e ricopre il proprio incarico per un periodo di tre anni. Il Procureur du Bien Public è il rappresentante legale e finanziario della parrocchia. Ve ne sono due per parrocchia.

## Missioni spaziali
Il 25 giugno 2013: viene lanciato il primo dei satelliti della costellazione O3b, primo satellite artificiale del Baliato di Jersey.

## Ricorrenza nazionale
- 9 maggio: Liberation Day.[15]